# Fiq (Syrie)
Pour les articles homonymes, voir Fiq.
Fiq (arabe : فيق) est une ancienne ville de Syrie du gouvernorat de Qouneitra et localisée sur le plateau du Golan. La proximité de l'ancienne ville est aujourd'hui occupée par la colonie israélienne Afik, qui est un kibboutz.

## Histoire
La ville contient des traces de l’époque grecque et romaine.
En 1225, le géographe syrien Yaqout al-Rumi nota que le couvent de Dayr Fiq était très vénéré par les chrétiens et recevait de fréquentes visites de voyageurs.
En 1596, Fiq figure dans les registres des impôts ottomans comme appartenant à la nahié de Jawlan Garbi, dans le sandjak de Hauran. Sa population était entièrement musulmane et se composait de 16 familles et 9 célibataires. Les impôts se payaient sur les revenus obtenus de la culture du blé, de l'avoine et des oliviers, des troupeaux de chèvres et de la production de miel.
En 1806, l'explorateur allemand Seetzen constata que Fiq avait 100 maisons construites en pierre de basalte, dont quatre habitées par des chrétiens et le reste par des musulmans.
En 1875, selon l'explorateur français Victor Guérin, Fiq avait quatre quartiers, chacun administré par son propre sheik. La plupart des maisons contenait des traces d'édifices plus anciens. Il nota que le village disposait d'eau en abondance.
Quand Gottlieb Schumacher étudia la région dans les années 1880, il décrivit Fiq comme un gros village de 400 habitants, avec 160 maisons de construction « acceptable » en pierre, dont 90 étaient inhabitées.
En 1967, quand ses habitants durent s'enfuir avant son occupation par Israël, Fiq avait une population d'environ 2800 personnes.